# 真人快打系列
真人快打（英语：Mortal Kombat (2011)，又译作）系列是一套格斗游戏，自Midway1992年首次发表后便受到普遍好评，作品以血腥效果和真实人物作为格斗角色出场作為主要卖点，其格斗风格也是独树一帜。在推出初期其实并不為看好，但是发表之後便引起各界話題。当时因为此游戏有过多的血腥镜头，爆头、断肢等画面频频出现而被例为限制级游戏，并只能以成人作为销售对象。新闻和一些杂志用大篇幅进行了报道，很多人都是在新闻上才得知了这个游戏，Midway更是一跃成为知名厂商。

## 历史

### 名稱由來
真人快打英文名稱由來是因為特顯該遊戲的特色。最初，該遊戲是稱為Mortal Combat。但當遊戲推出前最後一刻製造商為了特顯該遊戲的特色「暴力和角色在戰勝後可以殺人」，故此把 Combat 中的英文字母C字改為K字（K代表Kill，殺戮的意思）。

## 故事背景
系列故事發生於一個由十八個不同世界組成的宇宙。其中六個作為遊戲主舞台的世界，是由上古之神將一團強大能量體「至高存在」(The one being)分裂而形成，分別為人類居住的地球界(Earthrealm)，由好幾種外星種族各據一方的異星(Outworld，或稱外世界)，由長壽的伊甸人統治的祥和星球伊甸界(Edenia)，死者靈魂與惡魔停留的地獄界(Netherrealm)，以及尚未明瞭的秩序界(Orderrealm)與混沌界(Chaosrealm)。
然而上古時代，異星皇帝紹康(Shao Kahn)統一了各個種族後開始侵略其他世界，上古之神為了維持平衡設下規則，明訂衝突的兩個世界必須舉辦名為「真人快打」(Mortal Kombat)的比武大賽，只要其中一方連續贏得十屆大賽便能正大光明的合併另一個世界。而故事便在外世界已經併吞伊甸界，並在與地球界之間的「真人快打」大賽中取得九次勝利開始，地球守護神雷電(Raiden)召集了少林、特種部隊等戰士，與紹康率領的異星戰士對抗。

## 世界觀

### 少林武僧
很久以前，地球處於黑暗，眾神就呼喚人類來建設一座神廟。這個神廟建於亞洲山脈，四個代表風、火、水、土的神負責保護神廟。經過漫長的歲月，神廟及傳說逐漸被人遺忘。
但是現在屬於白蓮教（White Lotus Society）的少林武僧（Shaolin Monks）發現了一張顯示通往神廟道路的地圖。知道這件事情的武僧很少，其中包括一名叫空佬（Kung Lao）的少林武僧。
透過名叫「致命格鬥」（Mortal Kombat）的武術錦標賽，一名來自外部世界（Outworld），具有吸取靈魂的巫師尚宗（Shang Tsung）發現了這張地圖。400年前，戈洛（Goro），一名外部世界（Outworld）的武術冠軍，打敗了空佬。尚宗吸取了空佬的靈魂，得知了那副神秘地圖的存在並找到了它。

### 地下界
自萬物初始，地下界（NetherRealm）就是一個被遺棄的世界，那些不需要的靈魂會被發配到這裡。它的別名包括地獄、冥府、陰間等等。
數千年間，地下界換了很多統治者。大多數的領袖會在火焰中被鍛造，然後把他們的主人趕下寶座。其中的一個領袖，席諾可（Shinnok），不是來自這個領域本身，而是來自天界。
當席諾可（Shinnok）被雷電（Raiden）驅趕進地下界，他遭到了閻王路西弗和他以前懲罰過的人的攻擊。席諾可因此飽受折磨，並且很無助，直到遇到了拳癡（Quan Chi）。
拳癡是一個自由巫師，這意味著他可以到處遊蕩而不會被神察覺。經過多年時間，拳癡獲取了很大的能量。在了解席諾可的身世之後，拳癡去地下界找到他，說他會把席諾可解放，幫助打敗路西弗及其爪牙，但是在那之後席諾可必須輔佐他。他們達成了協定，並且在地下界發動了一場持續數百年的戰爭。最後，拳癡贏得了戰爭，並統治了地下界。
按照協定席諾可不能成為統治者，所以他決心創造一個類似地球的領域，並把地下界的惡魔轉化成人型。

### 外部世界
花了好幾個世紀的時間，拳癡用盡方法來解放席諾可都未能成功，直到一個叫做尚宗的巫師來找他。尚宗的真身是在地球上形成的，他曾輔佐紹康(Shao Khan)，一名想透過「Mortal Kombat」比賽把地球據為己有的人，後來成為了一個自由巫師。尚宗想到了一個基本可以保證他們成功的方法，但是需要席諾可的幫助。
紹康曾打敗了一個叫做伊甸界（Edenia）的領域，將其轉化為外部世界（Outworld），並得到了那個領域的皇后辛黛爾（Sindel）。但是，為紹康效勞的心讓她瘋狂，她決定自己生活。得知了這件事之後，紹康控制住她的靈魂。他也把她的靈魂據為己有。這象徵著他戰勝了伊甸界的國王傑若得（Jerrod），以及他對皇后女兒琪塔娜（Kitana）的占有。
這些事件讓尚宗和拳癡達成了一個協定。如果席諾可拿走辛黛爾的靈魂，用邪惡污染它，並且使之在地球上轉生，紹康就可以去名正言順地娶回他的王后，而不受到雷電和其他眾神的干預。這個事件要花十年才能完成。
為了回報席諾可的協助，尚宗告訴拳癡那張地圖的位置，這樣席諾可可以找回他的護身符。但是尚宗沒有告訴拳癡那個護身符受到四個守護者的保護。他們的存在制止了拳癡去得到護身符。但是，如果他可以派遣一個人類進去，說不定可以打敗那些守護者。

## 系列作品
真人快打系列发售年表和版本
| 游戏名称                          | 游戏名称             | 发售年份 | 发售平台                         | 移植平台                          | 注释                                 |
| --------------------------------- | -------------------- | -------- | -------------------------------- | --------------------------------- | ------------------------------------ |
| 真人快打（1992）                  | 真人快打（1992）     | 1992     | Arcade                           | 多平台                            |                                      |
| 真人快打II                        | 真人快打II           | 1993     | Arcade                           | 多平台                            |                                      |
| 真人快打3                         | 真人快打3            | 1995     | Arcade                           | 多平台                            |                                      |
| 終極真人快打 3                    | 終極真人快打 3       | 1995     | Arcade                           | 多平台                            |                                      |
| Mortal Kombat Trilogy             | 真人快打三部曲       | 1996     | PS1，N64                         | Saturn，Windows，Game.com，R-Zone |                                      |
| 真人快打4                         | 真人快打4            | 1997     | Arcade                           | PS1，N64，Windows                 | 系列第一款3D游戏                     |
| 真人快打：絕對零度                | 真人快打：絕對零度   | 1997     | PS1，N64                         |                                   |                                      |
| Mortal Kombat Gold                | 真人快打 黄金版      | 1999     | Dreamcast                        |                                   | 真人快打4的升级版                    |
| 真人快打：特種部隊                | 真人快打：特種部隊   | 2000     | PS1                              |                                   |                                      |
| 真人快打：致命聯盟                | 真人快打：致命聯盟   | 2003     | PS2，GCN，Xbox                   | GBA (2003)                        |                                      |
| Mortal Kombat: Tournament Edition | 真人快打淘汰賽       | 2003     | GBA                              |                                   | 真人快打：致命聯盟的GBA版            |
| 真人快打：龍王詭計                | 真人快打：龍王詭計   | 2004     | PS2，GCN，Xbox                   |                                   |                                      |
| 真人快打：少林武僧                | 真人快打：少林武僧   | 2005     | PS2，Xbox                        |                                   |                                      |
| Mortal Kombat: Unchained          | 真人快打：释放       | 2006     | PSP                              |                                   | 真人快打：诡计的PSP版                |
| 真人快打：末日戰場                | 真人快打：末日戰場   | 2006     | PS2，Xbox                        | Wii（2007）                       |                                      |
| Ultimate Mortal Kombat            | 无限真人快打         | 2007     | NDS                              |                                   | 无限真人快打3的升级版                |
|                                   | 真人快打 合集        | 2008     | PS2                              |                                   | 包括了诡计、少林武僧和末日战场       |
| 真人快打對決偵漫宇宙              | 真人快打對決偵漫宇宙 | 2008     | PS3，X360                        |                                   |                                      |
| 真人快打（2011）                  | 真人快打（2011）     | 2011     | PS3，X360                        | PS Vita（2012）                   | 重啟作品，故事背景同真人快打三部曲   |
| Mortal Kombat Arcade Kollection   | 真人快打 街机合集    | 2011     | PSN，XBLA （页面存档备份，存于） | GFWL（2012）                      | 包括真人快打1、2和終極真人快打3      |
| Mortal Kombat: Komplete Edition   | 真人快打 完全版      | 2012     | PS3，X360                        | Windows（2013）                   | 真人快打（2011）的升级版             |
| 真人快打X                         | 真人快打X            | 2015     | PC，PS4，PS3，XONE，X360         |                                   | 系列第一款納入次世代角色的游戏       |
| 真人快打11                        | 真人快打11           | 2019     | PC，PS4，XONE，Switch            |                                   |                                      |
| 真人快打1                         | 真人快打1            | 2023     | PC，PS5，XSX，Switch             |                                   | 真人快打11重製版和系列第二次重啟作品 |

## 其他媒體

### 電影
- 《魔宮帝國》（1995年）：由保羅·W·S·安德森執導。
- 《魔宮帝國2》（1997年）：由約翰·R·李昂尼提執導。
- 《魔宮帝國：重生（英语：Mortal Kombat: Rebirth）》（2010年）：短片。由凱文·唐查羅恩（英语：Kevin Tancharoen）執導。
- 《真人快打：魔蠍的復仇》（2020年）：動畫電影，由伊森・史普爾汀（英语：Ethan Spaulding）執導。
- 《真人快打》（2021年）：重啟版。2011年9月，新線影業與華納兄弟影業宣布，凱文·唐查羅恩（英语：Kevin Tancharoen）簽約了《魔宮帝國》重啟電影的導演，而劇本則由奧倫·尤濟爾負責[5]。2013年10月，唐查羅恩退出該項目[6]。2015年，據報導，溫子仁簽約擔任電影的監製[7]。2016年8月，溫子仁向IGN透露，自己確實將擔任監製，但不會急著製作本片，並希望它朝著正確的方向前進[8]。2016年11月18日，賽門·麥古奧迪正在洽談擔任導演，葛雷格·羅素將負責編寫劇本[9]。 2019年2月，羅素宣布電影的劇本已經完成[10]。2019年5月，官方宣布電影已進入前期製作階段，將於2021年3月5日在美國上映。該片定2019年下半年在南澳大利亞州拍攝[11][12]。

### 電視劇
- 《魔宮帝國：王國衛士》（1996年）：電視動畫系列。
- 《魔宮帝國：重返戰場（英语：Mortal Kombat: Conquest）》（1998年至1999年）：真人電視劇。
- 《魔宮帝國：遺產（英语：Mortal Kombat: Legacy）》（2011年至2013年）：真人網路劇。

## 主要角色

### 《真人快打》（1992）
劉康（Liu Kang）
系列遊戲的男主角，一名少林武僧，擅長使用雙節棍，擁有操控火焰的能力，部分作品可以讓身體變成中國龍。因為潛力受到雷電的賞識，而被交付波萊丘訓練，並在結業後成為代表少林寺參加真人快打的代表之一，系列中多次贏得了大賽冠軍。5中成为了僵尸，在7中和所有人一起死在了夺取火神力量的战役中，9中因意外而死，10中成为了拳痴的傀儡，11中过去时间线的刘康与其他人一起保护地球，并因为一些方式成为了神。
強尼・凱吉（Johnny Cage）
好萊塢的動作電影巨星，參加真人快打僅是親自上場演出的誇張特技被大眾懷疑，為了自己的名譽決定在致命的比賽中大展身手。9代中新增設定他的祖先來自古代地中海，一個為神靈訓練戰士的部落，10代對抗席諾可時力量顯現，身上出現了散發綠色螢光的防護罩。
刀鋒索尼婭/索尼婭・布雷德（Sonya Blade）
美國特種部隊的軍官，使用無人機、能量手環等高科技武器。為了追捕宿敵黑龍會，與隊員和賈克斯循線潛入尚宗的島嶼，卻意外中伏導致全員被尚宗當成人質，脅迫她參加真人快打。在11中现在时间线中死亡，过去时间线的她与其他地球战士一起守护地球。
卡諾/加納（Kano）
出身澳洲的傭兵，國際犯罪組織黑龍會的首領。與特種部隊是多年仇敵，曾經被賈克斯毀去半邊臉與一隻眼睛，而加裝了可發出紅色雷射的義眼，並用金屬片遮擋眼周的臉頰。個性粗鄙，有經常開扭曲玩笑與隨地吐口水、撒尿的習慣。待人極為殘忍狡詐且十分投機，願意為金錢和個人利益出賣友方。大賽中站在異星一方，並為他們提供各式各樣的高科技武器與機械技術。在11中被杀。
雷電（Raiden）
地球的眾神數量很多，大多數都很平靜地存在著，基本上不干預這個新興而且力量強大的地球。雷電就是其中之一。他的責任是保護地球免於像紹康和席諾可這樣的外部破壞者。雖然他可以介入地球事務，但是不能直接控制人類的命運，只能提供指引。
雷電一直以來也是地球的守護者，他曾和古老神族中的席諾可為此一戰，他打敗了席諾可，將他的護身符拿走，並放逐他到地下界，把護身符藏在尼泊爾的元素之廟內，委派了四神去看守。結果絕對零度偷出護身符，幸好雷電出現要絕對零度再為他搶回護身符。之後尚宗邀請雷電參加「致命格鬥」大賽，雷電於是以人類型態參加。一年後，尚宗再次提出邀請，但這次地點是外部世界。勝出之後，紹康卻再度違約，直接對地球發動侵攻，由於外部世界（Outworld）和地球融合，雷電要放棄神力而戰，地球的戰士將紹康打敗後，他才回復神和地球守護者的位置。在2011《真人快打》片頭，由於紹康在末日之戰吸收了烈焰（Blaze）而勢如破竹，瀕臨死亡的雷電只能透過身上的護身符，將訊息送給過去的自己。在重啟世界觀裡，最後是雷電讓紹康開始融合異星與地球，使得紹康正式違約，於是眾神透過附身於雷電擊殺紹康，改變了歷史。在11中沦为凡人。
魔蠍（Scorpion）
在日本，忍者是類似林鬼的組織。人們相信，一個在日本出生的叫做武田（Takeda）的林鬼勇士發展了忍者術。雖然忍者術不同於林鬼術，需要勇士具有特異功能，但是大多數人類透過練習武器或者魔法技能就可以掌握它。
魔蠍原是一個忍者組織白井流（Shirai Ryu）的成員，名叫波佐志半藏（Hanzo Hasashi）。他接到拳癡給他的任務，要去偷取少林寺的一張地圖，結果被絕對零度所殺。拳癡更將他的家人及族人全部殺死，並嫁禍給林鬼。魔蠍成為復仇冤魂，拳癡將他復活重回地球，最後當劉康將戈洛打敗後，魔蠍亦將絕對零度燒死並回到地下界。《真人快打II》中他知悉絕對零度竟又再出現，於是也回到地球參加比賽，才知道這個只是他的弟弟。為了贖罪，魔蠍發誓將保護這名新的絕對零度。當紹康要入侵地球時，他徵召在地下界的魔蠍，但當魔蠍發現絕對零度也是他的目標之一時，魔蠍轉移加入地球戰士的行列，將紹康打敗，他亦再次回歸地下界。
在重啟之後的世界觀裡，透過雷電的幫助，魔蠍復活成為人類並重組了白井流忍者，與絕對零度所領導的林鬼達成和解並共同捍衛地球。魔蠍在之後席諾可的侵略之中，成功了殺了拳癡，為族人復仇。目前現在時間線的他死亡，過去時間線的他参加了地球聯盟。
絕對零度（Sub-Zero）
在中國的東北，有一個叫做林鬼（Lin Kuei）的神秘刺客部落。部落教授他們的勇士一些特殊本領，這些本領通過世世代代傳下去。兄弟兩人的祖先源自於外部世界的一個種族‧冰術師（Cyromancer），外表與人類無異，但擁有控制冰的能力。
在《真人快打》（1992）登場的絕對零度是大哥‧避寒（Bi Han），他在《真人快打神話：絕對零度》中殺死了魔蠍，魔蠍成為怨靈後要找他報仇，結果在《真人快打》（1992）將絕對零度殺死。之後避寒重生為怨靈，並改名怒影・賽伯特。
自《真人快打II》以後出現的絕對零度為弟弟「凍原」奎良（Kuai Liang "Tundra"）。他和同門忍者‧煙霧是好友，兩人被派到外部世界執行任務，結果無功而還。之後林鬼將旗下戰士改造成為賽博格。絕對零度和煙霧逃出，但煙霧又被捉回，林鬼於是派出這三位賽博忍者追殺絕對零度：賽克托、賽拉克斯、煙霧。
在原始的世界觀與重啟的世界觀，奎良回到林鬼擊退了弒父篡位的賽克托，並將林鬼重組為保衛地球領域的組織，成為林鬼的領導者。
戈洛（Goro）
異星首肯族的王子，高大身體與兩對力大無窮的雙臂，使他以暴力的戰鬥風格聞名，有時也會使用火焰魔法。在尚宗的連勝截止後，接替他參加真人快打大賽，並在初次參加便將擊敗尚宗的偉大空佬殺死，接著又蟬聯九屆冠軍。過去的五百年來戰無不勝，卻在第十次的冠軍保衛戰對上劉康，隨後便因輕敵而戰敗。
紹康死後，因不願承認科塔爾汗的統治，選擇和美蓮娜聯手對抗他，但最終卻在與科塔爾的一對一單挑中落敗並被扯斷所有手臂，失去登基為王的資格後離奇死亡。
尚宗（Shang Tsung）
出身地球界的巫師，藉著從紹康習得的吸魂法術，使超過一千歲的他不僅老化的極為緩慢，能變形成他人的模樣，也因此從被吸者的記憶中習得火焰、召喚亡靈、傳送門等魔法技藝。
在將近二十屆的真人快打大賽中代表異星出戰，曾有連勝九屆的紀錄，但卻在第十次比賽被偉大的空佬擊敗，下次比賽便將爭奪冠軍的位置讓與戈洛，轉而成為比賽的舉辦方。戈洛被擊敗後差點被憤怒的紹康處死，但尚宗向他提出另一場在異星舉辦的比賽，不僅逃過一劫，更讓紹康用魔法讓自己恢復到青年時期。然而比賽的結果卻是異星戰敗，紹康也差點死在劉康手上，尚宗更因企圖趁機取得異星戰士的領導權而令紹康大失所望，被強行取走靈魂後關入大牢。
蜥蜴人（Reptile）
1代的隱藏角色。為半人半爬蟲類外貌的澤塔蘭族遺孤，擁有伸縮自如的舌頭與能隱身的皮膚，以及口吐酸液等多樣的攻擊方式。
由於同族在數百年前神秘消失，而加入尚宗與紹康麾下，打算尋找復活死去族人的方法。
10代紹康死後協助科塔爾推翻美蓮娜。並在席諾可失敗後被派往地球界刺探災情，期間蜥蜴人卻意外找到當初逃往地球界的澤塔蘭族後裔，便決定留下，不再回到異星宮廷。

### 《真人快打II》
巴拉卡（Baraka）
居於異星邊境的遊牧民塔卡坦族的首領。特徵為長滿尖牙的血盆大口，肩上可射出的尖刺，以及手背上可伸縮的骨刃。
潔德/翡翠（Jade）
2代的隱藏角色，為琪塔娜的護衛兼摯友。使用可伸縮的長棍與三爪鏢作為武器。潔德原是伊甸界的貴族，家人為了向征服她們的紹康輸誠，因此她從小便被送往異星宮廷，並在多年的訓練後成為公主的護衛，然而紹康同時也下達若琪塔娜背叛就要殺了她的命令。
傑克森・「賈克斯」・布里吉斯（Jackson "Jax" Briggs）
特種部隊的軍官，也是索妮亞的上司，擁有一雙鐵製的義手。
金太郎（Kintaro）
首肯族的虎人將軍，實力比戈洛更強，火焰法術的造詣也較純熟。在異星的大賽中取代受傷的戈洛出戰，但被空佬擊敗。在10之前已经被杀。
琪塔娜（Kitana）
異星公主，原是伊甸界國王傑洛德與王后辛黛爾的女兒，但國家遭到異星併吞後被迫認紹康為父。由於父親死於紹康之手，琪塔娜始終對他抱持恨意。
空佬（Kung Lao）
劉康同為少林武僧的師兄，兩人皆曾在波萊丘門下訓練，戴著一頂形似血滴子，邊緣具刀刃的鐵帽為武器，並擅長使用土遁術搭配詠春拳法攻擊對手。與同門的劉康友誼深重，但得知劉康被雷電指定為天選之子，參加真人快打後感到有些嫉妒，便隱藏身分一同出賽。
美蓮娜（Mileena）
尚宗利用琪塔娜與塔卡坦族的基因複製而成的人造人，名義上為紹康的女兒，使用一對鐵釵為武器。由於基因上的相似與對紹康的親情，單方面視琪塔娜為姐姐並待她特別親切，但總是因為殘忍嗜殺的內心與醜陋的尖牙裂嘴而招對方厭惡。10代紹康死後，雖然繼承了異星可汗之位，但卻不顧各種族的反對，堅持出兵地球界為父親報仇，導致以科塔爾為首的異星戰士篡位，而流落民間的美蓮娜則召集首肯、塔卡坦、伊甸人與他們展開內戰，最終兵敗被迪沃菈處死。
怒影・賽伯特（Noob Saibot）
2代的隱藏角色，隸屬暗影兄弟會的亡靈戰士。外表一身漆黑，使用鐮刀為武器，並擁有傳送與製造影子分身的能力。其身份原是林鬼的殺手大師「絕對零度」避寒，但1代最後被尋仇的魔蠍殺死，死後被拳痴復活成為傀儡戰士。
紹康/紹汗（Shao Kahn）
異星皇帝，形象為戴著遮住半張臉的頭盔，手持戰錘的傳統惡棍大王，身體具有龍的特徵，如頭上的棘刺與11代新增的鱗片。原是異星的將軍，在毒殺了前任皇帝奧納迦篡位後，秉持著「帝國不擴張就會滅亡」的思想率領大軍征服了許多世界，包括一萬年前所征服的伊甸界。同時紹康也強娶伊甸王后辛黛爾，但事後辛黛爾卻對地球界下了保護咒而導致征途受阻。
為了順利吞併地球界，紹康自千年前便在眾神的允許下，每隔五十年舉辦一次真人快打大賽，但在連續兩次十連勝皆被擋下後，以大賽從未在異星本土舉辦為由再舉行一次，然而結果仍是失敗，甚至連紹康自己都差點死於劉康之手。
9代劇情後期，在拳痴的幫助下復活死去的辛黛爾，藉此瓦解了地球的保護咒而捲土重來，並且使用魔法吸收了死去的地球守護者靈魂，變得幾乎無人能敵。卻在踏入地球後得意忘形，未經比賽便擅自合併異星與地球，最終被眾神附身的雷電懲罰，屍骨無存。后在11中，过去时间线的他被尚宗杀死。
煙霧（Smoke）
中國刺客組織林鬼的戰士，本名湯瑪斯・沃巴達(Tomas Vrbada)。出身於捷克布拉格，小時候曾被邪教組織綁架，以火祭獻給惡魔，然而他被燒死後卻化為妖怪煙煙羅回到人間，殘忍報復加害者。隨後變回人形的他失去了過去的記憶，卻幸運地被林鬼收留，以高超的遁逃技術為組織效力，也從此視組織成員為家人，尤其對師弟奎良有著深厚的友誼。在10中成为了亡灵。

### 《真人快打3》及後續升級版
賽拉克斯（Cyrax）
中國刺客組織林鬼的戰士，出身於非洲波札那。9代初登場時代表異星一方參與真人快打，但由於反對林鬼機械化計畫而逐漸與組織產生嫌隙。雷電看出他不願同流合污的想法，欲勸他改邪歸正，殊不知這次對談卻讓他受到尚宗的猜忌。在被希瓦與巴拉卡刺殺不成後，賽克托以比賽中殺死強尼為條件，試圖為雙方緩頰，但最終他為了自由意志憤而公開違反命令，與林鬼決裂。也因此賽拉克斯被林鬼抓回並改造後，受到剝奪人性與記憶的懲罰。直到10代絕對零度以電腦病毒摧毀控制程式，才得以重獲人性，但對林鬼深感失望的他將恢復氏族榮耀的重任交付絕對零度後，便與所有機械林鬼自毀。
11代因為克蘿妮卡的時間融合而再度現身，被魔蠍與絕對零度救回後同樣無法接受機械化的身體，協助兩人毀壞工廠後停機自毀。
賽克托（Sektor）
中國刺客組織林鬼的宗師之子。擁有極強的野心，欲利用父親主導的林鬼機械化計畫，取代他坐上組織領袖的位置。在異星的大賽中以生化戰士的外表出現，跟從尚宗對抗地球戰士的同時，大肆捕捉反對派的林鬼成員轉化為生化人。后在11中死亡。
艾爾馬克（Ermac）
異星一方的戰士，為紹康利用傑洛德國王在內的已故伊甸戰士靈魂，以黑魔法融合而誕生，外表有如乾屍般瘦削，能夠使用念力漂浮移動與投擲對手。
詳細請參考維基條目艾爾馬克。
卡巴爾（Kabal）
隸屬紐約特警隊的警察，曾是黑龍會的成員，但不滿卡諾的領導風格而決定金盆洗手，轉而加入警方，擁有極快的速度，並配合雙手的鉤劍攻擊對手。異星入侵時與史崔克等同僚出動疏散民眾，途中被金太郎的火焰魔法燒成重傷，但及時被卡諾救走才撿回一命，面部全毀的他從此只能戴著面具與呼吸器。在得知卡諾被異星雇用入侵地球後，拒絕他重返黑龍會的提議，轉而和地球戰士會合抵抗異星。在11中成为黑龙会首领。
莫塔羅（Motaro）
異星半人馬族的首領。趁著2代的大賽失敗，宿敵首肯族被紹康冷落之時，自請為侵略地球界的先鋒。由於半人馬的下半身過長，難以做出適當的對戰模組，莫塔羅直到7代才做為可選角色登場（設定為3代於地球戰敗後被紹康詛咒，身體退化只剩兩條腿）。9代則是在戰爭初期就被雷電殺死，僅在過場動畫中現身。
夜狼（Nightwolf）
美洲馬托卡部落的薩滿，平時以美國歷史學家格雷·克勞德的身分為掩護。
雨（Rain）
伊甸反抗軍的首領之一，也是伊甸界守護神阿古斯的私生子，擁有操控水與天氣的能力。從小因為異星的入侵而成為孤兒，被伊甸反抗軍收養，成年後卻因和長官爭奪領袖之位不成，於是背叛他們投靠紹康。10代紹康死後憑藉自己的軍事才能回歸反抗軍，並說服譚雅等首領在異星內戰中幫助美蓮娜以換得伊甸界的自由。
希瓦（Sheeva）
首肯族的龍人將軍，經常與巴拉卡結伴行事。曾擔任辛黛爾的護衛，在她死後回歸氏族，多次代表首肯出賽真人快打，然而內心在感到愧疚的同時，卻一直懷疑辛黛爾死亡的真相。11代時趁著國王戈貝克在異星內戰中戰死，在王位爭奪賽擊敗許多男性戰士而登基成為女王。
辛黛爾（Sindel）
伊甸國王傑洛德的王后，也是琪塔娜的親生母親，擅長使用伸縮自如的頭髮與震耳欲聾的吼聲攻擊，11代時使用可伸縮的薙刀為武器。傑洛德死後被迫改嫁紹康，悲憤之下便犧牲自己的生命，以保護咒避免地球界也遭受伊甸的下場，後來被紹康復活，洗腦後解除咒語導致地球被異星直接入侵。
此角色在兩版劇情中設定差異較大，3代在紹康被擊敗後，回想起過去的記憶而解除洗腦，並重新成為伊甸界的統治者。重啟劇情則改為辛黛爾因不滿傑洛德打算歸還統治權於人民，而愛上理念相似的異星皇帝紹康，便趁著兩界戰爭時殺死傑洛德，但拳痴擔心兩人的愛情會阻礙席諾可的計畫，遂暗殺辛黛爾（而保護咒的施術者成謎）。9代時被拳痴復活，並藉著紹康給予的力量，殺死大半的地球戰士，最後夜狼以自己的性命召喚祖靈才與她同歸於盡，再次死亡後成為拳痴的傀儡戰士。
柯蒂斯・史崔克（Kurtis Stryker）
隸屬紐約特警隊的警察，使用電擊槍，警棍和小型手槍等標準警方裝備，是遊戲中少數沒有超能力的人。在異星入侵時與同僚出動疏散民眾，途中與雷電、夜狼見面而決定合作對抗紹康。目前已经成为亡灵。

### 《真人快打4》及《絕對零度》
風神（Fujin）
地球界的守護神之一，也是雷電的義弟，具有操縱空氣的能力，並使用一柄中國劍為武器。
拳痴（Quan Chi）
暗影兄弟會的首領，具有自由傳送各界與操控亡靈的能力。過去為了獲得更大的權力而成為席諾可的手下，四處尋找護身符以將他從地獄界中解放，為此他曾同時委託白井流與林鬼尋找，導致魔蠍死在與避寒的決鬥。其後為了回報找到護身符位置的林鬼，便接受賽克托的請求將白井流滅門，此事後來被嫁禍給避寒，使對方日後被魔蠍仇殺，拳痴得以將兩人都復活成聽命於他的傀儡戰士。
9代時與魔蠍一同參加真人快打，並在劇末以復活辛黛爾為條件，而獲得眾多死去的地球戰士靈魂。10代因為席諾可再度被封入護身符中，於是與手下的傀儡戰士多次入侵地球企圖奪回，卻屢屢戰敗，並意外丟失魔蠍、絕對零度與賈克斯的靈魂，使三人復活。劇末再度戰敗被俘，隨後被前來尋仇的魔蠍斬首而死。
賽莉娜（Sareena）
原本是拳痴的部下，后来加入了地球战士。
譚雅（Tanya）
异世界的人，会根据利益合作。
席諾可（Shinnok）
古老神族（Elder Gods）是世界上所有領域的統治者。當一個叫做「地球」的新領域創造之後，其成員之一席諾可（Shinnok）產生了貪念，想要把它據為己有。他首先要面對的挑戰是雷電，是眾神推選出來的地球守護者。他們之間的戰鬥非常激烈，造成了地球瀕臨毀滅並且使其進入長達幾個世紀的黑暗。雷電最後贏得了勝利。
雷電發現席諾可透過一個神秘的護身符進入到地球。這個護身符讓他可以不被雷電和其他眾神的干涉進入地球。在眾神的幫助下，雷電把這個護身符奪走，並且把席諾可打入了地獄界。雷電把護身符埋藏在亞洲山脈下，防止它再次被壞人利用。之後他還在山脈中建造了一個巨大的神廟鎮住那個護身符,只要護身符在地球上，席諾可就會被困住。關鍵原因是翟逸夫在操控著外部世界（Outworld）。

### 《致命聯盟》
波萊丘（Bo' Rai Cho）
異星出身的武術大師，身體肥胖但結實，經常帶著一瓶葫蘆灌酒。因為同情被異星侵略的地球界而選擇和雷電合作，但他無法代表地球界參賽，只能幫助雷電訓練戰士，劉康與空佬都曾是他的學生。在10中下落不明。
冰霜/佛絲特（Frost）
絕對零度重組林鬼後所收的新門徒，此角色最初只是做為「女性版絕對零度」而設計出來，11代時則改為生化人。性格狂妄自負，因不滿師父與世仇白井流和解而向他發起挑戰，但反被擊敗並處以破門懲罰。11代在流浪中為克蘿妮卡蠱惑，進而和賽拉克斯等人合謀重啟林鬼機械化計畫，四處綁架絕對零度的學生改造成生化戰士，打算以此取代絕對零度，成為林鬼的新宗師。
高橋劍士（Kenshi Takahashi）
來自日本的盲眼武士，具有強大的感知能力。年輕時常雲遊四方，以挑戰各路武術高手為生，某天他遇到了化名為宋的尚宗，以取得名劍「錢湯刀」誘惑他前往一處古代武士的墓穴，但他的真正目的其實是吸收墓穴中的強大靈魂，在劍士拿起劍，並被湧出的靈魂擊瞎雙眼後，便將他拋下赴死。殊不知劍士從錢湯刀的呼喚中，得知墓穴其實埋葬著自己的祖先，並受其引導逃出墓穴，此後為了從尚宗手中解放祖先的靈魂而加入了地球界一方。

### 《真人快打》（2011）
緋紅（Skarlet）
紹康手下忠實的刺客，幼年時生活在貧民窟，即將餓死時被紹康收留，當作巫術研究的實驗體。在紹康所施法術中重生的她得以使用血魔法，用皮膚吸收敵人血液來獲得力量。武器為兩把簡單的匕首，但卻能用鮮血使刀刃變長，或變化成鐮刀、鞭子等各種武器。

### 《真人快打X》
凱西・凱吉（Cassie Cage）
特種部隊新隊員，為強尼與索尼婭的女兒。
賈桂琳・「賈姬」・布里吉斯（Jacqueline "Jacqui" Briggs）
特種部隊新隊員，為賈克斯退休後與妻子生下的女兒。
空進（Kung Jin）
少林寺的新弟子，武器為弓箭，與空佬為表兄弟關係並相當崇拜他。數年前因空佬之死導致家族沒落，被迫淪為盜賊。滿懷恨意的他來到少林寺偷竊以為報復時遇到雷電，受他的勸說而決定放下怨恨，接受少林寺的訓練成為新一代的地球界戰士。
高橋武田（Takeda Takahashi）
魔蠍重建白井流後所收的新門徒。劍士是他的生父，但因為10代故事開始前被紅龍會追殺，劍士不得已將年幼的他託付魔蠍扶養長大。
艾隆・布萊克（Erron Black）
長年在異星活動的牛仔，使用兩把轉輪手槍與一把霰彈槍為武器。出生於19世紀的美國德克薩斯，曾受尚宗雇用謀殺一名地球界的戰士，而獲得延緩衰老的法術作為報酬。在超過百年的歲月中曾經加入黑龍會，但被卡諾出賣後轉而為歷代異星皇帝服務。
迪沃菈(D'Vorah)
克丁族的首領，此種族的身體類似於一窩蟲巢，為擁有思想的蟲群組成一個具備自我的人，使她既能揮動背後的附肢扎人，也可以放出蟲群或體內積累的毒液攻擊。出生於島嶼世界阿爾涅克，由於克丁族對於外侮毫無抵抗之力而被紹康輕易併吞，迪沃菈不得以服侍異星。紹康死後，協助科塔爾汗殺死巴拉卡，並推翻美蓮娜的統治。然而迪沃菈卻被克蘿妮卡利用其對於蟲巢生存的忠心，蠱惑她轉而成為席諾可與拳痴的臥底。
科塔爾汗(Kotal Kahn)
異星的新任皇帝，使用一把巨型鋸齒劍，並搭配使用陽光之力的種族天賦，也能利用血魔法提升力量，11代時新增可以讓身體變成黑豹的能力。原是奧西特克王國的王子，家鄉被異星併吞後成為紹康的將軍，但私下對於他的殘暴相當反感。紹康死後聯合蜥蜴人、迪沃菈等人推翻美蓮娜成為異星皇帝。
菲菈&托爾(Ferra & Torr)
異星稀少的共生族，由負責思考的「騎手」菲菈以及負責移動、戰鬥的「坐騎」托爾組成，兩人透過心靈感應交流。原本生活在塔卡坦荒原，但被尚宗和帝國軍隊捕獲，紹康死後被迫成為科塔爾汗的私人護衛。10代主線故事結束後下落不明，但可從個人劇情結局中得知，他們脫離宮廷回到了塔卡坦荒原，三個異星年後托爾壽終正寢，而成年的菲菈則等待選擇她的「騎手」。

### 《真人快打11》
收集者(Kollector)
紹康的稅吏，屬於納克納達族。本為首肯族的奴隸，因著不滿自己挨餓受凍的生活而不擇手段的賺取錢財。其後他的熱情為紹康所青睞，而成為皇帝手下的收稅人，沒有名字的他從此被人稱為「收集者」。紹康死後，始終忠於紹康的他被科塔爾逮捕，正要處死時遇上克蘿妮卡的時間融合，收集者趁機逃跑，並重新投向回歸的紹康。琪塔娜發動政變時，收集者為捍衛皇帝與她戰鬥，卻被擊敗，但琪塔娜饒他一命，而他也在紹康失勢後逃的無影無蹤。
傑拉斯(Geras)
克蘿妮卡的造物僕從，具有停止時間與操控時之沙的能力。本身不老不死，據說曾經與偉大的空佬對峙過，若被外力殺死，身體便會復原並且變得更加強大。故事中四處尋找供給時之沙漏的能量源，曾被空佬砍頭、被凱西炸成碎片，但都無事復活。最後仗著自己死過上千次的經歷與雷電對戰，結果卻被他用船錨纏住，扔下無底的血海不得脫身。
賽特莉昂(Cetrion)
上古之神的成員之一，為代表生命與美德的女神，同時也是席諾可的姐姐，克蘿妮卡的女兒。具有掌控自然，包括水、火、風、地四元素與光的能力。時間融合發生時，向前來諮詢的雷電提點為克蘿妮卡所為，必須擊敗她並以沙漏修復時間。事後卻趁雷電離開期間任憑母親將上古之神消滅，並揭露她在千百年來與席諾可對抗，皆是遵循著克蘿妮卡的旨意，以維持善惡勢力的平衡。最終決戰時被火神劉康看破，身為美德化身的她其實並不認同克蘿妮卡的冷血作為，但被他擊敗後還是無法反對母親，將身體與她融合後消失。
克蘿妮卡(Kronika)
掌控時間的泰坦，力量與地位皆高於上古之神，同時也是席諾可與賽特莉昂的母親。雖然號稱時間之神，但本身僅具有停止時間的能力，若要回溯時間就必須使用時之沙漏，視供給的能量來源多寡，甚至能倒回至萬物的初始。長久以來致力於維持善惡勢力的完美平衡，為此她多次回溯，並在許多重啟時間線挑撥雷電與劉康互相爭鬥，以削弱善的一方。由此推測席諾可背叛眾神，也可能是為了平衡便刻意引導而成。
11代開始，因為席諾可被雷電斬首再起不能，決定回溯時間創造一個沒有雷電的新紀元，改由賽特莉昂作為善勢力的代表。為了方便尋找盟友，她將不同時間線融合，導致系列角色都出現了二重身。但計畫卻因為雷電將自身力量傳承給劉康而被打亂，最終被成為火神的劉康燒死。

### 客串角色
| Game/Character               | MKvsDCU | MK2011 | MKX | MK11 | MK1 |
| ---------------------------- | ------- | ------ | --- | ---- | --- |
| 蝙蝠俠 Batman                | x       |        |     |      |     |
| 驚奇隊長 Shazam              | x       |        |     |      |     |
| 貓女 Catwoman                | x       |        |     |      |     |
| 達克賽德 Darkseid            | x       |        |     |      |     |
| 喪鐘 Deathstroke             | x       |        |     |      |     |
| 綠光戰警 Green Lantern       | x       |        |     |      |     |
| 閃電俠 The Flash             | x       |        |     |      |     |
| 小丑 The Joker               | x       |        |     | x    |     |
| 雷克斯·路瑟 Lex Luthor       | x       |        |     |      |     |
| 超人 Superman                | x       |        |     |      |     |
| 神力女超人 Wonder Woman      | x       |        |     |      |     |
| 弗莱迪·克鲁格 Freddy Krueger |         | x      |     |      |     |
| 克雷多斯 Kratos              |         | x      |     |      |     |
| 傑森 Jason                   |         |        | x   |      |     |
| 終極戰士 Predator            |         |        | x   |      |     |
| 異形 Xenomorph               |         |        | x   |      |     |
| 人皮臉 Leatherface           |         |        | x   |      |     |
| 閃靈悍將 Spawn               |         |        |     | x    |     |
| 終結者 Terminator T-800      |         |        |     | x    |     |
| 機器戰警 RoboCop             |         |        |     | x    |     |
| 藍波 Rambo                   |         |        |     | x    |     |
| 護國超人 Homelander          |         |        |     |      | x   |
| 全能人 Omni-Man              |         |        |     |      | x   |
| 和平使者 Peacemaker          |         |        |     |      | x   |
| 鬼脸 Ghostface               |         |        |     |      | x   |

## 註解
1. ↑  2代是為了變強而自願改造身體。9代則是在異星大賽時，為了救出被擄走的索尼婭誤入靈魂聖殿，遭到休息中的艾爾馬克扯斷雙臂，因此改裝義手

### 官方主页
- 官方网站
- Midway（製作公司）官方網站 （页面存档备份，存于） （英文）